# José Maria Braga da Cruz
José Maria Braga da Cruz (São Pedro de Maximinos, Braga, 6 de Maio de 1888 — 1979) foi um jurista e político ligado aos partidos católicos durante a Primeira República Portuguesa e depois ao Estado Novo.

## Biografia
Formou-se em Direito na Faculdade de Direito de Coimbra em 1911 e iniciou a sua vida profissional como advogado e notário em Braga.
Em 1921 foi eleito deputado nas listas do Centro Católico Português à Câmara dos Deputados pelo círculo eleitoral de Braga, na mesma eleição em que Oliveira Salazar foi eleito deputado pelo círculo eleitoral de Guimarães.
Após a instauração do regime do Estado Novo foi eleito deputado à Assembleia Nacional logo na I legislatura (1935-1938), sendo sucessivamente reeleito até 1953. Ao longo das cinco legislaturas em que foi deputado na Assembleia Nacional assumiu diversos cargos e foi um dos deputados mais interventivos, com numerosas propostas.
Em 1947 foi agraciado pelo papa Pio XII com a comenda da Ordem de São Gregório Magno. Em 1950 foi nomeado juiz conselheiro do Tribunal de Contas, onde se reformou em 1953.